# Aschenhausen
Aschenhausen è una frazione della città tedesca di Kaltennordheim.

## Storia
Il 1º gennaio 2019 il comune di Aschenhausen venne soppresso e aggregato alla città di Kaltennordheim.